# Amerotyphlops trinitatus
Espèce
Synonymes
- Typhlops trinitatus Richmond, 1965

Amerotyphlops trinitatus est une espèce de serpents de la famille des Typhlopidae. 

## Répartition
Cette espèce est endémique de l'île de Trinité à Trinité-et-Tobago.

## Description
Amerotyphlops trinitatus mesure jusqu'à 240 mm. Cette espèce présente un dos jaune avec des rangées de taches brunes. Son museau et sa queue sont également jaunes, cette dernière particularité la distinguant des autres espèces de Typhlops.

## Étymologie
Son nom d'espèce, trinitatus, lui a été donné en référence au lieu de sa découverte.

## Publication originale
- Richmond, 1965 : A new species of blind snake, Typhlops, from Trinidad. Proceedings of the Biological Society of Washington, vol. 78, no 22, p. 121-124 (texte intégral).